# Gåsböl-Fänsjön
Gåsböl-Fänsjön är en sjö i Bräcke kommun i Jämtland och ingår i Ljungans huvudavrinningsområde. Sjön har en area på 0,541 kvadratkilometer och ligger 342 meter över havet. Sjön avvattnas av vattendraget Fänån.

## Delavrinningsområde
Gåsböl-Fänsjön ingår i det delavrinningsområde (696265-146867) som SMHI kallar för Utloppet av Gåsböl-Fänsjön. Medelhöjden är 359 meter över havet och ytan är 3,42 kvadratkilometer. Räknas de 2 avrinningsområdena uppströms in blir den ackumulerade arean 12,23 kvadratkilometer. Fänån som avvattnar avrinningsområdet har biflödesordning 3, vilket innebär att vattnet flödar genom totalt 3 vattendrag innan det når havet efter 203 kilometer. Avrinningsområdet består mestadels av skog (70 procent) och sankmarker (13 procent). Avrinningsområdet har 0,54 kvadratkilometer vattenytor vilket ger det en sjöprocent på 15,8 procent.